# Creu celta

Una creu celta amb el braç vertical més llarg que l'horitzontal

La creu celta combina una creu amb un anell que rodeja la intersecció. És un símbol molt estès en el cristianisme cèltic, tot i que podria tenir orígens precristians, va sorgir a Irlanda, França i Gran Bretanya a l'alta edat mitjana. És un tipus de creu anellada, es va estendre a través del seu ús en les altes creus de pedra erigides a les illes, especialment a les regions evangelitzades per missioners irlandesos, des dels segles IX fins al XII.
S'ha utilitzat per a representar les quatre direccions, els quatre elements, la terra, els quatre vents, etc. És el lloc on es creuen els camins (dels vius i els morts, per exemple). Se l'utilitza també com a representació del nombre cinc agafant el punt del mig.
Una base d'art insular, la creu celta és essencialment una creu llatina amb un nimb que envolta la intersecció dels braços i la tija. Els estudiosos han debatut els seus orígens exactes, però es relacionen amb creus anteriors amb anells. La forma va obtenir una nova popularitat durant el renaixement cèltic del segle XIX; el nom "creu celta" és una convenció que data d'aquesta època. La forma, generalment decorada amb entrellaços i altres motius de l'art insular, es popularitzà per als monuments funeraris i altres usos, i s'ha mantingut així, estenent-se molt més enllà d'Irlanda.

## Antecedents

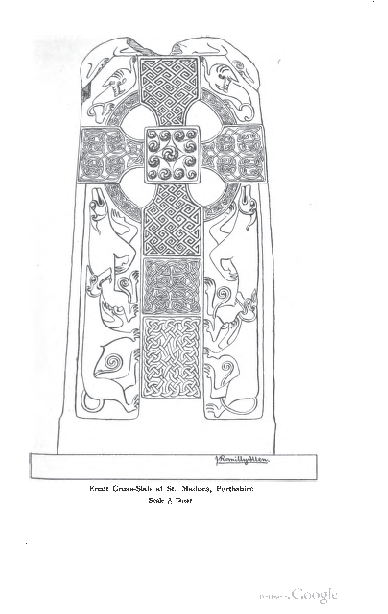
Primeres formes: llosa creuada, St. Madoes, Perthshire, Escòcia

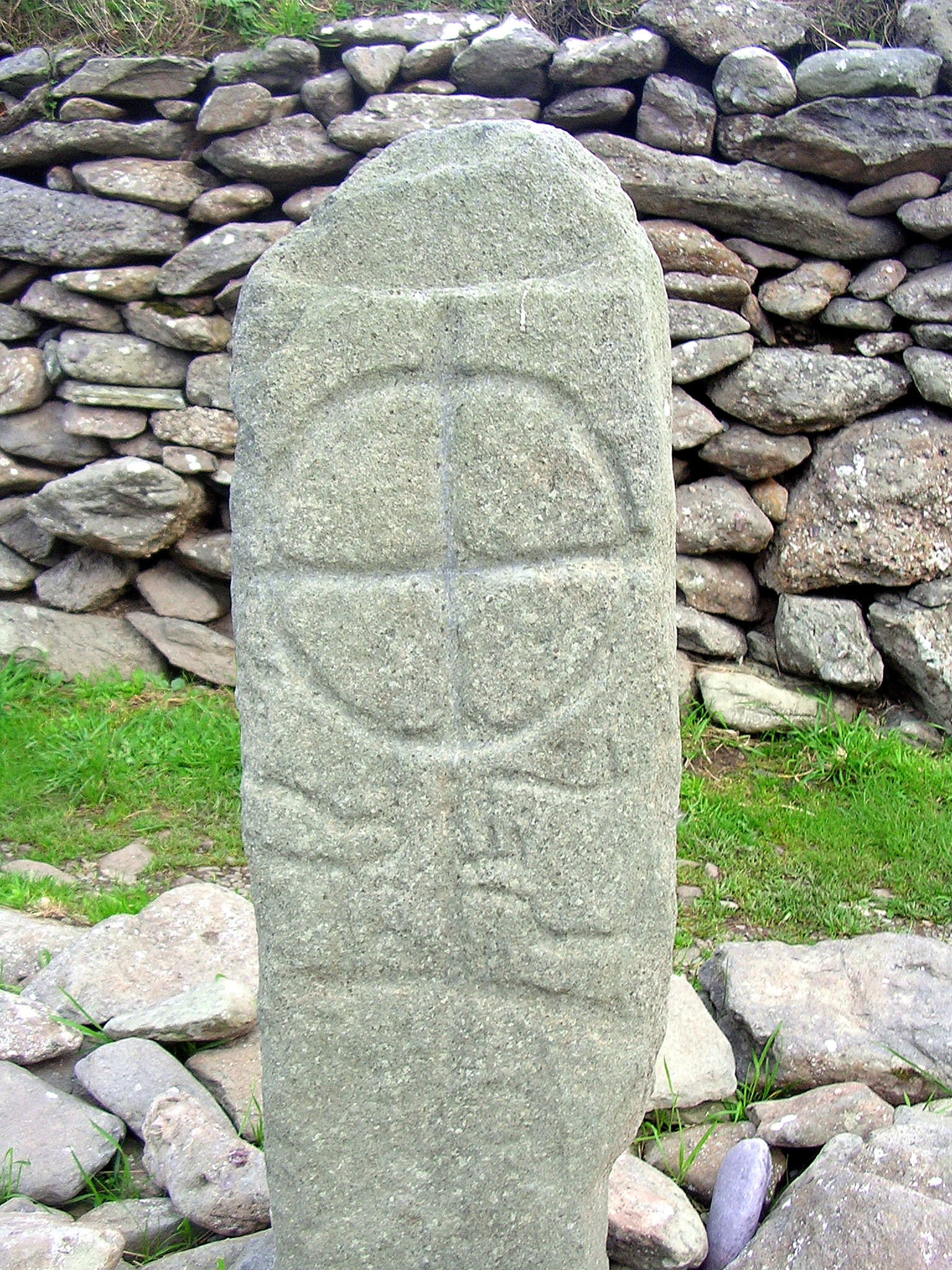
Primeres formes: pilar de pedra, oratori de Gallarus, comtat de Kerry, Irlanda

Creus anellades similars a formes continentals més antigues van aparèixer a Irlanda i Escòcia en obres d'art de lloses de pedra incisa i artefactes com el calze d'Ardagh. Tanmateix, la forma va assolir la seva major popularitat gràcies al seu ús en les elevades creus de pedra monumentals, una forma distintiva i generalitzada d'art insular. Aquests monuments, que van aparèixer per primera vegada al segle ix, solen adoptar la forma d'una creu anellada sobre una base escalonada o piramidal. La forma presenta avantatges estructurals evidents, reduint la longitud dels braços laterals no suportats. Hi ha diverses teories sobre el seu origen a Irlanda i Gran Bretanya. Alguns estudiosos consideren que l'anell és una adquisició de creus de fusta anteriors, que potser necessitaven puntals per recolzar-hi la creu. Altres han vist que derivaven de l'art indígena de l'època del bronze amb una roda o disc al voltant d'un cap, o de primeres creus coptes basades en el turmell. Tanmateix, Michael W. Herren, Shirley Ann Brown i altres creuen que té l'origen en creus anellades anteriors de l'art cristià. Creus amb un anell que representa l'esfera celeste desenvolupada a partir dels escrits dels Pares de l'Església. La "creu cosmològica" és un motiu important en el poema de Coelius Sedulius, Carmen Paschale, conegut a Irlanda al segle VII.
No és clar d'on van originar les primeres creus celtes. Els primers exemples daten al voltant del segle ix i es donen en dos grups: a Ahenny a Irlanda i a Iona, un monestir irlandès a la costa escocesa. El grup Ahenny és generalment anterior. Tanmateix, és possible que la creu de Sant Joan a Iona fos la primera creu alta; La influència de Iona com a centre de pelegrinatge pot haver portat aquesta creu a inspirar el grup Ahenny, així com a altres creus anellades en pedres pictòriques.
Una varietat de creus inclouen inscripcions en ogam, un alfabet irlandès medieval inicial. Les creus permanents a Irlanda i les zones sota influència irlandesa solen ser més curtes i massives que els seus equivalents anglosaxons, que han perdut la majoria dels seus capçals. Exemples irlandesos amb un cap en forma de creu inclouen la Creu de Kells, la Creu Alta d'Ardboe, les creus a Monasterboice, la Creu de les Escriptures, el Clonmacnoís i les d'Escòcia a Iona i la Creu de Kildalton, que pot ser la més antiga en sobreviure en bones condicions. Hi ha creus que han sobreviscut dempeus a Cornwall i a Gal·les, entre elles la creu de St PiranPerranporth. Hi ha més creus de pedra a l'antiga Northúmbria i a Escòcia, i altres al sud a Anglaterra, on es fusionen amb la tradició similar a la confecció de la creu anglosaxona, per exemple a la Creu de Ruthwell. La majoria d'exemples de Gran Bretanya van ser destruïts durant la Reforma protestant. Al voltant del 1200 dC, l'onada inicial de l'edifici creuat va acabar a Irlanda.
Una llegenda popular a Irlanda diu que la creu cristiana va ser introduïda per Patrici d'Irlanda o pot-ser per Saint Declan, tot i que no hi ha exemples d'aquest període inicial. Sovint s'ha afirmat que Patrici va combinar el símbol del cristianisme amb la creu solar per donar idea als seguidors pagans de la importància de la creu. En vincular-ho amb la idea de les propietats vitals del sol, aquestes dues idees van estar relacionades amb una crida als pagans. Altres interpretacions afirmen que posar la creu a sobre del cercle representa la supremacia de Crist sobre el sol pagà.

Creu celta

## Simbolisme i història
La creu celta apareix cap al segle v, amb la conversió al cristianisme dels celtes (poble indoeuropeu establert a bona part d'Europa, entre altres zones a la Hispània occidental, Britànnia, la Gàl·lia i Germània) per part d'apòstols com sant Jaume o sant Patrici. En aquell moment es va produir la unió de la creu amb el cercle, en un ambient de sincretisme i unió religiosa en el que la religió druídica es fusionava en part amb la catòlica, especialment a partir del nomenament dels primers sacerdots celtes.
El cercle de la creu és un símbol solar, encara que hi ha altres interpretacions. Això tindria a veure amb el mite cèltic del rei Bran, senyor del sol, encara que hi ha tradicions més antigues que el situen com a divinitat de les onades i el mar. Aquest déu gegant està representat per un cap, ja que en morir va demanar que fos decapitat i que el seu cap fos enterrat a Gwynn Vryn (Turó Blanc) de Llundein (Londres), des d'on protegiria a les illes.
Un símbol gràfic semblant també havia estat utilitzat en altres tradicions no-cristianes. Es troba entre els indis de les praderies d'Amèrica. Era molt comú i serveix per orientar l'espai abans de cada cerimònia, tal com descriu el savi sioux, n'Hehaka Sapa (Black Elk, en anglès; ant negre en català) al llibre Black Elk Speaks (1932).
Creus amb la forma celta a Irlanda
- Ahenny, comtat de Tipperary
- Creu a Ardboe, al comtat de Tyrone
- Carndonagh, comtat de Donegal
- Drumcliff, comtat de Sligo
- Monestir de Dysert O'Dea, comtat de Clare
- Creu del Comtat de Glendalough, Wicklow St. Kevin's
- Killamery, comtat de Kilkenny
- Kloster Fahan Fahan, comtat de Donegal
- Monasterboice, comtat de Louth
- Clonmacnoise Cross of the Scriptures, County Offaly
- Clonmacnoise North Cross, comtat d'oficialitat
- Clonmacnoise South Cross, comtat d'oficialitat
- Kells, comtat de Meath
- Moone, comtat de Kildare

Creus amb la forma celta a Escòcia
- Campbeltown Cross
- Iona Abbey Crosses
- Creu Inchbraoch
- Kildalton Cross
- Massacre del Monument Glencoe
- Meigle
- Creu de Sant Martí a l'Abadia d'Iona
- La creu de Kirk de St Gordian
- Creu de l'església parroquial de Govan
- Weem, Aberfeldy

Creus celtes a l'Índia
- Mateer Memorial Church, Kerala, Índia

## Temps moderns

### Revival celta
El Celtic Revival de mitjan segle xix va comportar un major ús i creació de creus celtes a Irlanda. El 1853 es van exposar repartiments de diverses creus històriques altes a l'Exposició Industrial de Dublín. El 1857, Henry O'Neill va publicar Il·lustracions dels més interessants de les creus esculpides de l'antiga Irlanda. Aquests dos esdeveniments van estimular l'interès per la creu celta com a símbol d'un sentit renovat del patrimoni a Irlanda.
A la dècada de 1860 es van dissenyar noves versions de la creu alta per als monuments de cementiri de moda a Dublín victorià. Des de Dublín, la revifalla es va estendre a la resta del país i més enllà. Des del renaixement celta, la creu anellada es va convertir en un emblema de la identitat celta, a més del simbolisme religiós més tradicional.

L'interès modern pel símbol va augmentar a causa d'Alexandre i Eufemia Ritchie. Els dos van treballar a l'illa de Iona a Escòcia del 1899 al 1940 i van popularitzar l'ús de la creu celta en joies. L'ús de la creu celta a la moda encara avui és popular.

Una creu anellada celta
Creu celta ornamental amb nusos celtes
Creu celta decorativa amb triquetres
Creu celta amb nusos trefo
Emblema de la làpida 41 a USVA
Emblema de la làpida 46 a USVA

Des del seu renaixement a la dècada de 1850, la creu celta ha estat utilitzada àmpliament com a retoladors sepulcrals. Allunyant-se de l'ús medieval, quan el símbol s'utilitzava normalment per a un monument públic. La creu celta ara apareix en diversos articles minoristes. Tant l'Associació Atlètica Gaèlica com la selecció nacional de futbol d'Irlanda del Nord han utilitzat versions de la creu cèltica en els seus logotips i publicitat. L'església de Gal·les des de 1954 ha utilitzat una bandera amb una creu celta al centre.

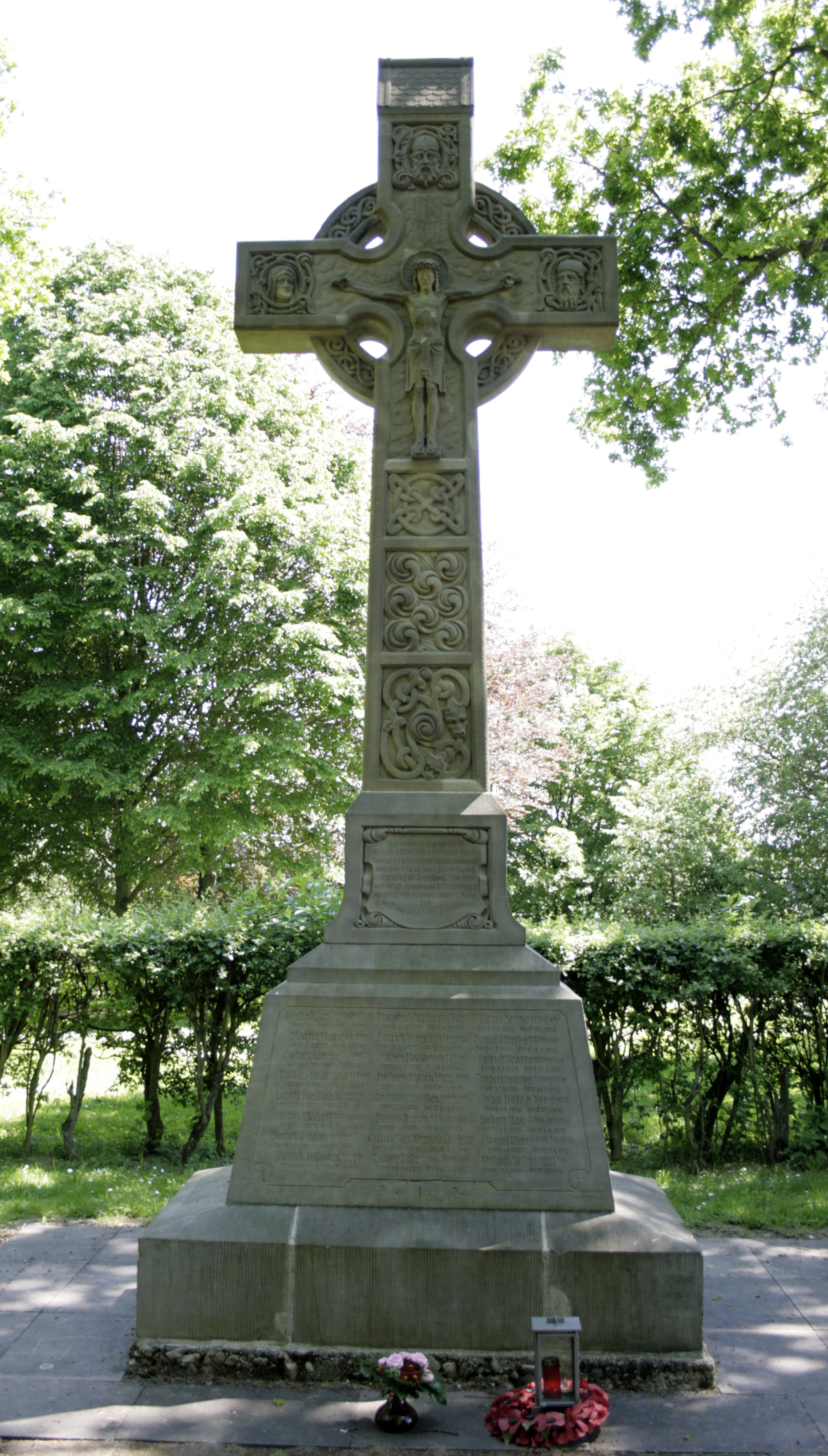
Creu celta moderna d'un monument de guerra a Limburg-Dietkirchen, Alemanya
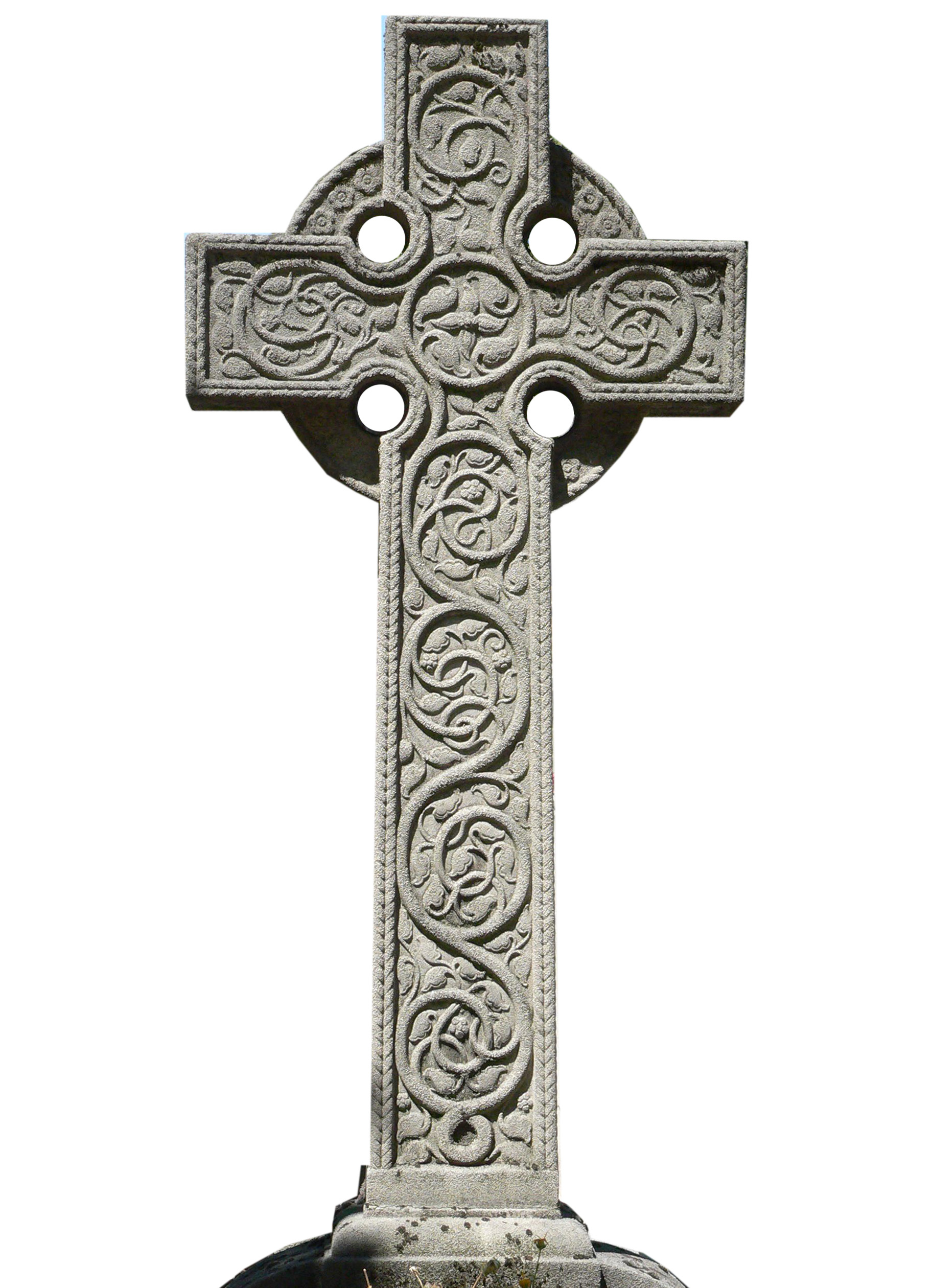
Creu celta moderna a la Cimetière du Père-Lachaise, París
Escut original de la Irish Football Association
La Bandera de l'Església a Gal·les

### Supremacia blanca
Els supremacistes blancs utilitzen una versió de la creu celta com a símbol. Va ser utilitzat pels nazis a Noruega a la dècada de 1930 i 1940, i més recentment ha estat utilitzat per neonazis, Klansmen i altres grups supremacistes blancs. En general, els supremacistes blancs utilitzen una versió del símbol amb una creu quadrada en contraposició a la creu tradicional allargada. Aquest símbol forma part del logotip de Stormfront.
L'ús supremacista blanc de la creu celta només representa una petita minoria de l'ús del símbol. El símbol és utilitzat per no extrems en contextos com el cristianisme, el neo-paganisme, i l'orgull irlandès. La majoria dels usos de la creu celta no estan associats amb els supremacistes blancs.